# Narcisa Toldrà Sobrepera
Narcisa Toldrà Sobrepera   (Barcelona, 1924 - 26 de juny de 2020) fou una cantant i divulgadora musical catalana, filla d'Eduard Toldrà i de la seva esposa, Maria Sobrepera i Vicens. Va dedicar la seva vida a la divulgació del llegat musical del seu pare, i va depositar el fons Narcisa Toldrà a la Biblioteca de Catalunya. El 2012 va donar un violí del seu pare a la col·lecció del Museu de la Música de Barcelona.
Amb la documentació familiar que ha conservat i la tasca de recerca ha donat a conèixer cançons d'Eduard Toldrà que no s'havien arribat a publicar o enregistrar mai, però que ella havia cantat acompanyada d'ell, contribuint també a l'estudi de la seva interpretació. L'any 2008 va permetre que s'accedís a una partitura, la Suite per a orquestra en mi menor, composta per Eduard Toldrà l'any 1919, però que després de la seva estrena aquell mateix any i d'una reinterpretació l'any 1921 a càrrec de l'Orquestra Pau Casals, no va permetre voler que ningú hi accedís o la toqués mai més. Fou presidenta i col·laboradora de l'Associació Amics d'Eduard Toldrà,